# Mary Girl
Mary Girl é um filme de drama mudo britânico de 1917, dirigido por Maurice Elvey e estrelado por Norman McKinnel, Jessie Winter e Margaret Bannerman.

## Elenco
- Norman McKinnel - Ezra
- Jessie Winter - Mary
- Margaret Bannerman - Condessa Folkington
- Edward O'Neill - George Latimer
- Marsh Allen